# Mutua Madrileña Masters Madrid 2008
Mutua Madrileña Masters Madrid 2008 — тенісний турнір, що проходив на кортах з твердим покриттям у місті Мадрид, Іспанія з 13 жовтня. Належав до категорії Masters Series, був турніром серії Мастерс Мадрид 2008 року.

## Фінальна частина

### Одиночний розряд
Енді Маррей —  Жиль Сімон 6–4, 7–6(8–6)

### Парний розряд
Маріуш Фирстенберг /  Марцин Матковський —  Магеш Бгупаті /  Марк Ноулз (тенісист) 6–4, 6–2